# Anais (Charente)
Anais ist eine französische Gemeinde im Département Charente in der Region Nouvelle-Aquitaine. Sie gehört zum Kanton Boixe-et-Manslois im Arrondissement Confolens.

## Geografie
Das Gemeindegebiet wird vom Flüsschen Argence durchquert.
Die Gemeinde grenzt im Norden an Tourriers, im Osten an Jauldes, im Südosten an Brie, im Süden an Champniers und im Westen an La Boixe.

## Bevölkerungsentwicklung
| Jahr      | 1962 | 1968 | 1975 | 1982 | 1990 | 1999 | 2008 | 2013 |
| --------- | ---- | ---- | ---- | ---- | ---- | ---- | ---- | ---- |
| Einwohner | 423  | 374  | 420  | 439  | 446  | 466  | 552  | 591  |